# La Route des Flandres
 (février 2014).
Si vous disposez d'ouvrages ou d'articles de référence ou si vous connaissez des sites web de qualité traitant du thème abordé ici, merci de compléter l'article en donnant les références utiles à sa vérifiabilité et en les liant à la section « Notes et références ».
 (février 2014).
La Route des Flandres est un roman de Claude Simon publié le 1er septembre 1960 aux Éditions de Minuit.

## Résumé
L'histoire commence lorsque le capitaine de Reixach est abattu mystérieusement au cours de la débâcle de juin 1940 par un parachutiste allemand. Cette mort intrigue son cousin Georges, simple cavalier, qui cherche à comprendre si le capitaine a cherché volontairement à mourir. Enquêtant sur les évènements et les souvenirs qui pourraient répondre à cette question, ce mystère devient progressivement une obsession pour Georges, presque une raison de vivre. La mort le hante. Aidé par Blum, un prisonnier du camp où Georges est retenu, il va interroger Iglésia, ancien jockey de l'écurie Reixach. À la fin de la guerre, son enquête le mène vers la jeune veuve du capitaine…

## Commentaire
(février 2019).
- Si vous ne connaissez pas le sujet, laissez ce bandeau (vous pouvez alors contacter les auteurs).
- Si vous supprimez le contenu mis en cause (vous pouvez préalablement contacter les auteurs),

argumentez précisément cette suppression dans la page de discussion
(un manque de référence n'est pas un argument ; une recherche réelle de référence doit avoir été effectuée, être formellement documentée).
Le titre est très général : il renvoie à la tradition picaresque, sur le modèle de Don Quichotte, et à la tradition des romans d’apprentissage. Le titre présente un parallèle entre la route matérielle et le récit dans sa continuité narrative. Il renvoie à une idée de déplacement sans début ni fin.
C'est une œuvre riche par son renouvellement formel : elle reprend et retravaille des thèmes comme la violence, la guerre, le rapport de l’homme au monde sensible, aux perceptions, mais aussi les rapports entre l’homme et la femme, le rapport de l’homme à la nature, les rapports familiaux, les rapports à la filiation (la descendance, l’ascendance), le rapport au cosmos, etc.
Même si le personnage principal est bien distinct de l’auteur, ce roman est fondé sur des éléments réels et vécus par l'auteur : le suicide du général de la Houillère marque Claude Simon, qui l'incorpore dans le personnage de Georges, comme l’embuscade dans laquelle il a le nez dans la terre, ou encore, la scène dans laquelle il se fait faucher par un nazi. Le personnage de Georges, tout comme l’auteur Simon, est changé par la guerre.
Ce roman développe une ambiance floue, mais possède des personnages qui agissent comme des repères. C'est un roman anachronique (rupture constante de l’ordre chronologique de l’histoire). Le roman va constamment fluctuer entre avancements et reculs : les caprices de la mémoire sont ainsi dépeints. Une grande tension historique va du XVIIIe siècle aux années d’après-guerre. Les changements d’époque s’effectuent souvent par analogies et jeux de mots.
Un événement qui sert de base au roman : le comportement suicidaire de ce chef militaire [capitaine ou colonel selon les romans]. Il a conduit quelques heures plus tôt son régiment de cavaliers au massacre, à cheval au devant de blindés. En réchappent quatre ou cinq cavaliers. Ce massacre marque Claude Simon, et sera repris dans presque tous les romans qui suivront, associé à d'autres événements familiaux et personnels (dans L'Acacia ou Les Géorgiques, par exemple). Le récit ne sera jamais très différent, mais jamais semblable non plus, comme pour mieux souligner la fragilité de la mémoire face à l'immense désordre du monde, plein de bruit et de fureur. Il en dira dans son discours de réception du prix Nobel de littérature en 1985 : « Si le monde signifie quelque chose, c'est qu'il ne signifie rien, sauf qu'il est. ». Il se refuse à mettre de l'ordre dans ce désordre.
Claude Simon s’est intéressé à la peinture et à la photographie, et joue également avec les notions d’image et de représentations.
L'écrivain adapta le roman en scénario avec le projet d'en réaliser l'adaptation. Le film ne se concrétise pas malgré une nouvelle tentative proposée par Michelle Porte.

## Éditions
- La Route des Flandres, Les Éditions de Minuit, 1960  (ISBN 2707300780).